# Super Girls
Super Girls (zapis stylizowany: SUPER☆GiRLS) – dwunastoosobowa grupa japońskich idolek stworzona przez Avex Trax w 2010 roku.

## Członkowie

### Obecni członkowie
- Rika Shimura (jap. 志村 理佳) (liderka)
- Hikaru Watanabe (jap. 渡邉 ひかる)
- Rina Miyazaki (jap. 宮﨑 理奈) (zastępca leadera)
- Rino Katsuta (jap. 勝田 梨乃)
- Reira Arai (jap. 荒井 玲良)
- Mirei Tanaka (jap. 田中 美麗)
- Ruka Mizote (jap. 溝手 るか)
- Aya Gotō (jap. 後藤 彩)
- Ami Maeshima (jap. 前島 亜美)
- Kōme Watanabe (jap. 渡邉 幸愛)
- Nana Asakawa (jap. 浅川 梨奈)
- Risa Uchimura (jap. 内村 莉彩)

### Byli członkowie
- Eri Akita (jap. 秋田 恵里) (odeszła z zespołu w lutym 2012 r.)
- Kaede Kanō (jap. 稼農 楓) (odeszła z zespołu 16 stycznia 2013 r.)
- Saori Yasaka (jap. 八坂 沙織) (były twórca zespołu, leader) (odeszła z zespołu 23 lutego 2014 r.)

### Chōzetsu Color
| Imię    | Kolor     | Imię       | Kolor   | Imię    | Kolor     | Imię     | Kolor        | Imię       | Kolor               |
| ------- | --------- | ---------- | ------- | ------- | --------- | -------- | ------------ | ---------- | ------------------- |
| Yasaka  | Błękitny  | Akita      | Zielony | Katsuta | Morski    | Mizote   | Czerwony     | WatanabeKō | Srebrny             |
| Shimura | Biały     | WatanabeHi | Złoty   | Arai    | Fioletowy | Gotō     | Pomarańczowy | Asakawa    | Zielony miętowy     |
| Kanō    | Niebieski | Miyazaki   | Żółty   | Tanaka  | Czarny    | Maeshima | Różowy       | Uchimura   | Niebieski królewski |

## Dyskografia

### Albumy
- Chōzetsu Shōjo (jap. 超絶少女) (22 grudnia 2010)
- Everybody JUMP!! (1 lutego 2012)
- Celebration (20 lutego 2013)
- Chōzetsu Shōjo☆BEST 2010~2014 (26 marca 2014)

### Single
- Be with you (11.08.2010)
- NIJIIRO Star☆ (jap. NIJIIROスター☆) (11.08.2010)
- Kizuna Days (jap. 絆デイズ) (11.08.2010)
- Be with you <EURO GiRLS MIX> (22.12.2010)
- Ganbatte Seishun (jap. がんばって 青春) (20.04.2011)
- MAX! Otomegokoro/Happy GO Lucky! ~Happy☆Lucky de GO!~ (jap. MAX！乙女心 / Happy GO Lucky!〜ハピ☆ラキでゴー！〜) (15.06.2011)
- Joshi ryoku ← Paradise (jap. 女子力←パラダイス) (05.10.2011)
- 1,000,000☆ Smile (jap. 1,000,000☆スマイル) (18.04.2012)
- Puri-puri♥Summer Kiss (jap. プリプリ♥SUMMERキッス) (04.07.2012)
- Akai jōnetsu (jap. 赤い情熱) (24.10.2012)
- Tokonatsu hai-tatchi (jap. 常夏ハイタッチ) (12.06.2013)
- Toshishita no otoko no ko/Sentimental Journey/Jin Jin Jingle Bells (jap. 年下の男の子 / センチメンタル・ジャーニー / ジンジンジングルベル) (04.12.2013)
- Sorairo no kiseki (jap. 空色のキセキ) (12.02.2014)
- Hanamichi!! Ambitious (jap. 花道!!ア～ンビシャス) (14.05.2014)

## Nagrody
- Japan Record Awards w 2011 r.
  - Nowy artysta (wygrana)[1]
  - Najlepszy Nowy Artysta (nominacja)[2]